# Околішу-Маре
Околішу-Маре (рум. Ocolișu Mare) — село у повіті Хунедоара в Румунії. Входить до складу комуни Бретя-Ромине.
Село розташоване на відстані 284 км на північний захід від Бухареста, 21 км на південь від Деви, 131 км на південний захід від Клуж-Напоки, 133 км на схід від Тімішоари.

## Населення
За даними перепису населення 2002 року у селі проживали 234 особи, з них 230 осіб (98,3%) румунів. Рідною мовою 230 осіб (98,3%) назвали румунську.